# Sociedade Fraterna dos Patriotas de Ambos os Sexos

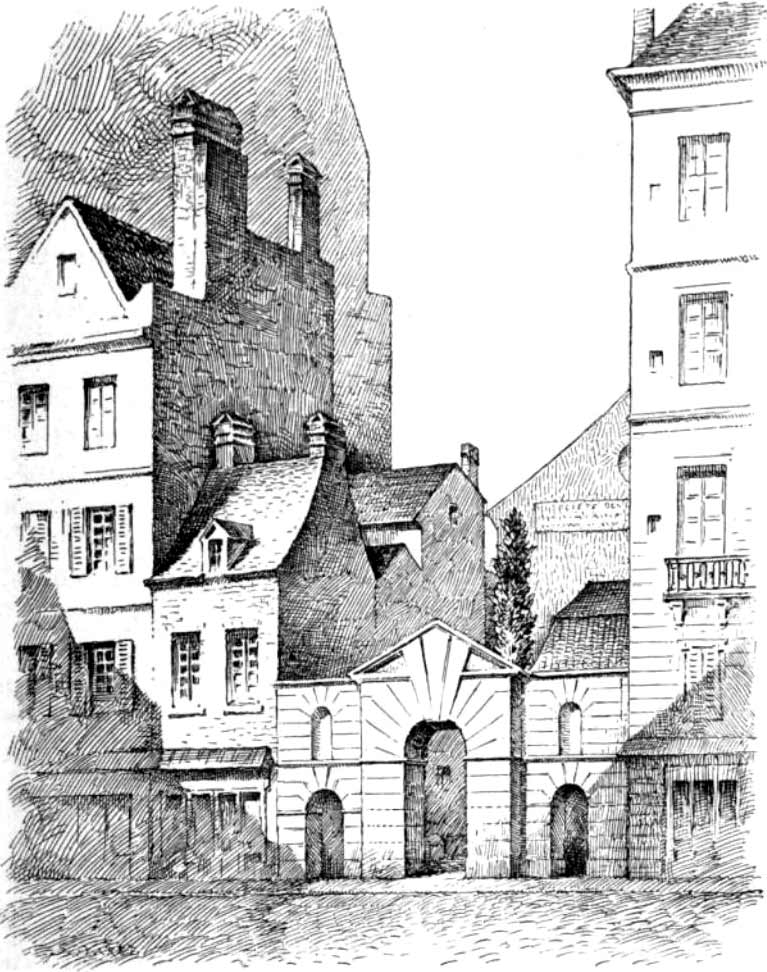
O antigo convento dominicano na rue Saint-Honoré, que hospedou os jacobinos e a Sociedade Fraternal, como era em 1895

A Sociedade Fraterna de Patriotas de Ambos os Sexos, Defensores da Constituição ( em francês:  La Société Fraternelle des Patriotes de l'un et l'autre sexe, Défenseurs de la Constitution  ) foi uma organização revolucionária francesa importante na história do feminismo como um dos primeiros exemplos de participação ativa das mulheres na política.

## História
A Sociedade Fraternal foi fundada em outubro de 1790 por Claude Dansard, un maître de pension, ou mestre escolar.  O objetivo dessa organização era fornecer uma educação cívica que levasse a atos revolucionários a se tornarem uma ocorrência diária. Uma característica original desse grupo era o fato de serem amplamente inclusivos para as mulheres.   Originalmente, o local de encontro da organização era uma antiga sala de biblioteca do convento dominicano abandonado (chamado "Jacobins" na França) na Rue Saint-Honoré, aquele que sediava o revolucionário Jacobin Club .   Tem sido sugerido que a Sociedade Fraternal surgiu dos ocupantes regulares de uma galeria especial alocada para mulheres no Jacobin Club. 
Dentro desta organização existiam dois cargos de secretária que eram sempre garantidos às mulheres.  As outras posições seriam divididas entre os homens e mulheres membros, tornando-se muito mais igualitária do que as organizações revolucionárias anteriores. No entanto, o papel de presidente sempre foi ocupado por um homem.  As mulheres e os homens sentavam-se uns entre os outros e cada membro se referia um ao outro como "irmão" e "irmã".  As mulheres possuíam os mesmos cartões de membro que os homens e tinham permissão para votar em assuntos. 
Os membros desta organização, da qual Pépin Degrouhette,  Tallien e Merlin de Thionville foram em algum momento presidentes, debateram os temas da liberdade, da França e da Constituição com um zelo que foi visto como superior ao dos jacobinos .
A Sociedade Fraternal emprestou a energia de seus membros femininos a longos discursos maçantes dos jacobinos, que foram aplaudidos com entusiasmo por vivazes participantes femininas. que frequentemente reuniam e animavam seus companheiros revolucionários.  Havia também uma forte ligação entre este clube revolucionário e os outros que compartilhavam as mesmas visões democráticas, como os Cordeliers, com quem às vezes organizavam comícios. 

## Membros famosos
- Etta Palm d'Aelders [2] [7]
- Louise-Félicité de Kéralio [2] [8]
- Pauline Léon [2] [7]
- Jacques-René Hébert
- Anne-Josèphe Théroigne de Méricourt [7]
- Francisco Roberto [1]
- Jean Lambert Talien
- Antoine Merlin de Thionville
- Madame Boudray